# Imersão (álbum)
Imersão é um álbum ao vivo da banda brasileira Diante do Trono, lançado em 20 de novembro de 2016 com distribuição da gravadora Onimusic.[carece de fontes?]
O disco foi gravado ao vivo na igreja Fellowship, nos Estados Unidos e suas músicas são espontâneos, um gênero conhecido como "Soaking". A obra teve a participação do cantor e guitarrista Fred Arrais. A produção musical é de Vinícius Bruno.
| Críticas profissionais | Críticas profissionais |
| Avaliações da crítica  | Avaliações da crítica  |
| Fonte                  | Avaliação              |
| ---------------------- | ---------------------- |
| Super Gospel           | [ 2 ]                  |

## Faixas
1. "Vem, Senhor"
2. "Tira Todo o Meu Medo"
3. "Tudo Vai Ficar Bem"
4. "Eu Lanço"
5. "Eu Descanso"
6. "O Mais Ele Fará"
7. "Eu Sou Livre"
8. "Nada Pode Me Deter"
9. "Esperança"
10. "Sou a Tua Paz"
11. "Imersão"
12. "Vestes de Alegria"
13. "Começa a Brilhar"
14. "Eu Sou"
15. "Impossíveis?"
16. "Sopro"
17. "Sobe Aqui em Cima"
18. "Não Há Outro"
19. "Em Meu Nome"
20. "Tudo É Possível ao que Crê"
21. "Venha o Teu Reino"